# Megaphorus
Megaphorus is een vliegengeslacht uit de familie van de roofvliegen (Asilidae).

## Soorten
- M. acrus (Curran, 1931)
- M. brunneus (Cole in Cole & Pritchard, 1964)
- M. clausicellus (Macquart, 1850)
- M. durangoensis (Cole in Cole & Pritchard, 1964)
- M. flavidus (Cole in Cole & Pritchard, 1964)
- M. frustra Pritchard, 1935
- M. frustrus (Pritchard, 1935)
- M. guildiana (Williston, 1885)
- M. guildianus (Williston, 1885)
- M. laphroides (Wiedemann, 1828)
- M. lascrucensis Cole, 1964
- M. lascruensis (Cole in Cole & Pritchard, 1964)
- M. martinorum (Cole in Cole & Pritchard, 1964)
- M. megachile (Coquillett, 1893)
- M. minutus (Macquart, 1834)
- M. pallidus (Johnson, 1958)
- M. prudens (Pritchard, 1935)
- M. pulchra (Pritchard, 1935)
- M. pulchrus Pritchard, 1935
- M. willistoni (Cole in Cole & Pritchard, 1964)